# Kozjak (bergskedja i Kroatien)
Kozjak är en bergskedja i Kroatien. Den ligger i den södra delen av landet, 210 km söder om huvudstaden Zagreb.